# Қ
Қ, қ (cursiva Қ, қ) es una letra del alfabeto cirílico, que se usa en lenguas no eslavas. Su forma viene de la К.

## Utilización y valor en elAFI
- Tayiko[2] (14.ª letra): Oclusiva uvular sorda /q/, el sonido de la ق árabe.
- Kazajo[1] (13.ª letra): Oclusiva uvular sorda /q/.
- Uzbeko[1] (31.ª letra): Oclusiva uvular sorda /q/.
- Abjasio[1] (24.ª letra): Oclusiva velar sorda /k/.